# Liste des matchs de l'équipe d'Anguilla de football par adversaire
Cette liste présente les matchs de l'équipe d'Anguilla de football depuis son premier match par adversaire rencontré.
- Haut – A
- B
- C
- D
- E
- F
- G
- H
- I
- J
- K
- L
- M
- N
- O
- P
- Q
- R
- S
- T
- U
- V
- W
- X
- Y
- Z

## A

### Antigua-et-Barbuda
Confrontations entre Antigua-et-Barbuda et Anguilla en matchs officiels :
| # | Date              | Lieu         | Match                         | Score | Compétition                                             |
| - | ----------------- | ------------ | ----------------------------- | ----- | ------------------------------------------------------- |
| 1 | 4 avril 1993      | The Valley   | Anguilla - Antigua-et-Barbuda | 0-4   | Coupe caribéenne 1993 (Tour préliminaire)               |
| 2 | 17 avril 1998     | Saint John's | Antigua-et-Barbuda - Anguilla | 7-0   | Coupe caribéenne 1998 (Tour préliminaire)               |
| 3 | 20 septembre 2006 | Saint John's | Antigua-et-Barbuda - Anguilla | 5-3   | Coupe caribéenne 2007 (1er tour)                        |
| 4 | 3 septembre 2014  | Saint John's | Antigua-et-Barbuda - Anguilla | 6-0   | Qualifications pour la Coupe caribéenne 2014 (1er tour) |

| Rencontres | Victoire | Nul | Défaite | BM | BE |
| ---------- | -------- | --- | ------- | -- | -- |
| 4          | 0        | 0   | 4       | 3  | 22 |

## B

### Bahamas
Confrontations entre les Bahamas et Anguilla en matchs officiels :
| # | Date             | Lieu       | Match              | Score | Compétition                                           |
| - | ---------------- | ---------- | ------------------ | ----- | ----------------------------------------------------- |
| 1 | 5 mars 2000      | The Valley | Anguilla - Bahamas | 1-3   | Qualifications pour la Coupe du monde 2002 (1er tour) |
| 2 | 19 mars 2000     | Nassau     | Bahamas - Anguilla | 2-1   | Qualifications pour la Coupe du monde 2002 (1er tour) |
| 3 | 18 novembre 2018 | Nassau     | Bahamas - Anguilla | 1-1   | Qualifications pour la Gold Cup 2019                  |

| Rencontres | Victoire | Nul | Défaite | BM | BE |
| ---------- | -------- | --- | ------- | -- | -- |
| 3          | 0        | 1   | 2       | 3  | 6  |

### Barbade
Confrontations entre la Barbade et Anguilla en matchs officiels :
| # | Date              | Lieu           | Match              | Score | Compétition                                           |
| - | ----------------- | -------------- | ------------------ | ----- | ----------------------------------------------------- |
| 1 | 24 septembre 2006 | Saint John's   | Barbade - Anguilla | 7-1   | Coupe caribéenne 2007 (1er tour)                      |
| 2 | 30 mars 2021      | Saint-Domingue | Barbade - Anguilla | 1-0   | Qualifications pour la Coupe du monde 2022 (1er tour) |

| Rencontres | Victoire | Nul | Défaite | BM | BE |
| ---------- | -------- | --- | ------- | -- | -- |
| 2          | 0        | 0   | 2       | 1  | 8  |

### Bonaire
Confrontations entre le Bonaire et Anguilla en matchs officiels :
| # | Date             | Lieu       | Match              | Score | Compétition                                      |
| - | ---------------- | ---------- | ------------------ | ----- | ------------------------------------------------ |
| 1 | 12 octobre 2023  | Rincon     | Bonaire - Anguilla | 2-0   | Ligue des nations 2023-2024 (Ligue C - Groupe A) |
| 2 | 18 novembre 2023 | The Valley | Anguilla - Bonaire | 0-3   | Ligue des nations 2023-2024 (Ligue C - Groupe A) |

| Rencontres | Victoire | Nul | Défaite | BM | BE |
| ---------- | -------- | --- | ------- | -- | -- |
| 2          | 0        | 0   | 2       | 0  | 5  |

## C

### Cuba
Confrontations entre Cuba et Anguilla en matchs officiels :
| # | Date       | Lieu       | Match           | Score | Compétition                      |
| - | ---------- | ---------- | --------------- | ----- | -------------------------------- |
| 1 | 2 mai 1992 | The Valley | Anguilla - Cuba | 0-3   | Coupe caribéenne 1992 (1er tour) |
| 2 | 9 mai 1992 | La Havane  | Cuba - Anguilla | 5-0   | Coupe caribéenne 1992 (1er tour) |

| Rencontres | Victoire | Nul | Défaite | BM | BE |
| ---------- | -------- | --- | ------- | -- | -- |
| 2          | 0        | 0   | 2       | 0  | 8  |

## D

### Dominique
Confrontations entre la Dominique et Anguilla en matchs officiels :
| # | Date         | Lieu           | Match                | Score | Compétition                                           |
| - | ------------ | -------------- | -------------------- | ----- | ----------------------------------------------------- |
| 1 | 6 avril 1997 | Roseau         | Dominique - Anguilla | 5-0   | Coupe caribéenne 1997 (1er tour)                      |
| 2 | 2 juin 2021  | Saint-Domingue | Anguilla - Dominique | 3-0   | Qualifications pour la Coupe du monde 2022 (1er tour) |
| 3 | 2 juin 2022  | The Valley     | Anguilla - Dominique | 0-0   | Ligue des nations 2022-2023 (Ligue C - Groupe C)      |
| 4 | 5 juin 2022  | Basseterre     | Dominique - Anguilla | 1-1   | Ligue des nations 2022-2023 (Ligue C - Groupe C)      |

| Rencontres | Victoire | Nul | Défaite | BM | BE |
| ---------- | -------- | --- | ------- | -- | -- |
| 4          | 0        | 2   | 2       | 1  | 9  |

## G

### Grenade
Confrontations entre Grenade et Anguilla en matchs officiels :
| # | Date          | Lieu         | Match              | Score | Compétition                               |
| - | ------------- | ------------ | ------------------ | ----- | ----------------------------------------- |
| 1 | 15 avril 1998 | Saint John's | Grenade - Anguilla | 14-1  | Coupe caribéenne 1998 (Tour préliminaire) |

| Rencontres | Victoire | Nul | Défaite | BM | BE |
| ---------- | -------- | --- | ------- | -- | -- |
| 1          | 0        | 0   | 1       | 1  | 14 |

### Guadeloupe
Confrontations entre la Guadeloupe et Anguilla en matchs officiels :
| # | Date        | Lieu      | Match                 | Score | Compétition                               |
| - | ----------- | --------- | --------------------- | ----- | ----------------------------------------- |
| 1 | 4 mars 1994 | Kingstown | Guadeloupe - Anguilla | 9-0   | Coupe caribéenne 1994 (Tour préliminaire) |

| Rencontres | Victoire | Nul | Défaite | BM | BE |
| ---------- | -------- | --- | ------- | -- | -- |
| 1          | 0        | 0   | 1       | 0  | 9  |

### Guatemala
Confrontations en matchs officiels entre Anguilla et le Guatemala :
| # | Date             | Lieu       | Match                | Score | Compétition                                      |
| - | ---------------- | ---------- | -------------------- | ----- | ------------------------------------------------ |
| 1 | 5 septembre 2019 | Guatemala  | Guatemala - Anguilla | 10-0  | Ligue des nations 2019-2020 (Ligue C - Groupe C) |
| 2 | 12 octobre 2019  | The Valley | Anguilla - Guatemala | 0-5   | Ligue des nations 2019-2020 (Ligue C - Groupe C) |

| Rencontres | Victoire | Nul | Défaite | BM | BE |
| ---------- | -------- | --- | ------- | -- | -- |
| 2          | 0        | 0   | 2       | 0  | 15 |

### Guyana
Confrontations entre le Guyana et Anguilla en matchs officiels :
| # | Date          | Lieu         | Match             | Score | Compétition                                             |
| - | ------------- | ------------ | ----------------- | ----- | ------------------------------------------------------- |
| 1 | 19 avril 1998 | Saint John's | Guyana - Anguilla | 14-0  | Qualifications pour la Coupe caribéenne 1998 (1er tour) |
| 2 | 22 mars 2016  | Georgetown   | Guyana - Anguilla | 7-0   | Qualifications pour la Coupe caribéenne 2017 (1er tour) |

| Rencontres | Victoire | Nul | Défaite | BM | BE |
| ---------- | -------- | --- | ------- | -- | -- |
| 2          | 0        | 0   | 2       | 0  | 21 |

### Guyane
Confrontations entre la Guyane et Anguilla en matchs officiels :
|   | Date             | Lieu       | Match             | Score | Compétition                                             |
| - | ---------------- | ---------- | ----------------- | ----- | ------------------------------------------------------- |
| 1 | 12 octobre 2012  | Basseterre | Anguilla - Guyane | 1-4   | Qualifications pour la Coupe caribéenne 2012 (1er tour) |
| 2 | 7 septembre 2018 | The Valley | Anguilla - Guyane | 0-5   | Qualifications pour la Gold Cup 2019                    |

| Rencontres | Victoire | Nul | Défaite | BM | BE |
| ---------- | -------- | --- | ------- | -- | -- |
| 2          | 0        | 0   | 2       | 1  | 9  |

## I

### Îles Caïmans
Confrontations entre les îles Caïmans et Anguilla en matchs officiels :
| # | Date           | Lieu    | Match                   | Score | Compétition                      |
| - | -------------- | ------- | ----------------------- | ----- | -------------------------------- |
| 1 | 4 octobre 2010 | Bayamón | Îles Caïmans - Anguilla | 4-1   | Coupe caribéenne 2010 (1er tour) |

| Rencontres | Victoire | Nul | Défaite | BM | BE |
| ---------- | -------- | --- | ------- | -- | -- |
| 1          | 0        | 0   | 1       | 1  | 4  |

### Îles Turques-et-Caïques
Confrontations entre les Îles Turques-et-Caïques et Anguilla en matchs officiels :
| # | Date         | Lieu           | Match                   | Score         | Compétition                                           |
| - | ------------ | -------------- | ----------------------- | ------------- | ----------------------------------------------------- |
| 1 | 22 mars 2024 | The Valley     | Îles Caïmans - Anguilla | 0-0           | Qualifications pour la Coupe du monde 2026 (1er tour) |
| 2 | 26 mars 2024 | Providenciales | Îles Caïmans - Anguilla | 1-1 (3-4) tab | Qualifications pour la Coupe du monde 2026 (1er tour) |

| Rencontres | Victoire | Nul | Défaite | BM | BE |
| ---------- | -------- | --- | ------- | -- | -- |
| 2          | 0        | 2   | 0       | 1  | 1  |

### Îles Vierges britanniques
Confrontations entre les Îles Vierges britanniques et Anguilla en matchs officiels :
| #  | Date              | Lieu       | Match                                | Score | Compétition                               |
| -- | ----------------- | ---------- | ------------------------------------ | ----- | ----------------------------------------- |
| 1  | octobre 1985      |            | Îles Vierges britanniques - Anguilla | 0-1   | Match amical                              |
| 2  | 28 mars 1990      |            | Îles Vierges britanniques - Anguilla | 6-0   | Coupe caribéenne 1990 (Tour préliminaire) |
| 3  | 4 avril 1997      | Roseau     | Îles Vierges britanniques - Anguilla | 4-2   | Coupe caribéenne 1997 (Tour préliminaire) |
| 4  | 25 février 2000   | Road Town  | Îles Vierges britanniques - Anguilla | 3-4   | Match amical                              |
| 5  | 27 février 2000   | Road Town  | Îles Vierges britanniques - Anguilla | 5-0   | Match amical                              |
| 6  | 6 juillet 2002    | Road Town  | Îles Vierges britanniques - Anguilla | 2-1   | Match amical                              |
| 7  | 18 septembre 2010 | Road Town  | Îles Vierges britanniques - Anguilla | 2-1   | Match amical                              |
| 8  | 7 juillet 2012    | Road Town  | Îles Vierges britanniques - Anguilla | 1-0   | Match amical                              |
| 9  | 28 février 2015   | The Valley | Anguilla - Îles Vierges britanniques | 1-0   | Match amical                              |
| 10 | 1er mars 2015     | The Valley | Anguilla - Îles Vierges britanniques | 3-1   | Match amical                              |
| 11 | 28 janvier 2022   | Bisham     | Îles Vierges britanniques - Anguilla | 1-2   | Match amical                              |

| Rencontres | Victoire | Nul | Défaite | BM | BE |
| ---------- | -------- | --- | ------- | -- | -- |
| 11         | 4        | 0   | 7       | 13 | 26 |

### Îles Vierges des États-Unis
Confrontations entre les îles Vierges des États-Unis et Anguilla en matchs officiels :
| # | Date         | Lieu            | Match                                  | Score | Compétition                          |
| - | ------------ | --------------- | -------------------------------------- | ----- | ------------------------------------ |
| 1 | 19 juin 2011 | The Valley      | Anguilla - Îles Vierges des États-Unis | 0-0   | Match amical                         |
| 2 | 22 mars 2019 | The Valley      | Anguilla - Îles Vierges des États-Unis | 0-3   | Qualifications pour la Gold Cup 2019 |
| 3 | 21 mars 2021 | Fort Lauderdale | Anguilla - Îles Vierges des États-Unis | 0-0   | Match amical                         |

| Rencontres | Victoire | Nul | Défaite | BM | BE |
| ---------- | -------- | --- | ------- | -- | -- |
| 3          | 0        | 2   | 1       | 0  | 3  |

## M

### Martinique
Confrontations entre la Martinique et Anguilla en matchs officiels :
| # | Date              | Lieu           | Match                 | Score | Compétition                      |
| - | ----------------- | -------------- | --------------------- | ----- | -------------------------------- |
| 1 | 19 septembre 2008 | Fort-de-France | Martinique - Anguilla | 3-1   | Coupe caribéenne 2008 (1er tour) |

| Rencontres | Victoire | Nul | Défaite | BM | BE |
| ---------- | -------- | --- | ------- | -- | -- |
| 1          | 0        | 0   | 1       | 1  | 3  |

### Montserrat
Confrontations entre Monserrat et Anguilla en matchs officiels :
| # | Date           | Lieu       | Match                 | Score | Compétition                               |
| - | -------------- | ---------- | --------------------- | ----- | ----------------------------------------- |
| 1 | 14 mai 1991    | Vieux Fort | Montserrat - Anguilla | 1-1   | Coupe caribéenne 1991 (Tour préliminaire) |
| 2 | 26 mars 1995   | Plymouth   | Montserrat - Anguilla | 3-2   | Coupe caribéenne 1995 (1er tour)          |
| 3 | 2 avril 1995   | The Valley | Anguilla - Montserrat | 0-1   | Coupe caribéenne 1995 (1er tour)          |
| 4 | 8 février 2001 | Marigot    | Anguilla - Montserrat | 4-1   | Coupe caribéenne 2001 (Tour préliminaire) |

| Rencontres | Victoire | Nul | Défaite | BM | BE |
| ---------- | -------- | --- | ------- | -- | -- |
| 4          | 1        | 1   | 2       | 7  | 6  |

## N

### Nicaragua
Confrontations entre le Nicaragua et Anguilla en matchs officiels :
| # | Date            | Lieu       | Match                | Score | Compétition                                           |
| - | --------------- | ---------- | -------------------- | ----- | ----------------------------------------------------- |
| 1 | 23 mars 2015    | Managua    | Nicaragua - Anguilla | 5-0   | Qualifications pour la Coupe du monde 2018 (1er tour) |
| 2 | 29 mars 2015    | The Valley | Anguilla - Nicaragua | 0-3   | Qualifications pour la Coupe du monde 2018 (1er tour) |
| 3 | 14 octobre 2018 | Heredia    | Nicaragua - Anguilla | 6-0   | Qualifications pour la Gold Cup 2019                  |

| Rencontres | Victoire | Nul | Défaite | BM | BE |
| ---------- | -------- | --- | ------- | -- | -- |
| 3          | 0        | 0   | 3       | 0  | 14 |

## P

### Panama
Confrontations entre la Panama et Anguilla en matchs officiels :
| # | Date        | Lieu   | Match             | Score | Compétition                                           |
| - | ----------- | ------ | ----------------- | ----- | ----------------------------------------------------- |
| 1 | 5 juin 2021 | Panama | Panama - Anguilla | 13-0  | Qualifications pour la Coupe du monde 2022 (1er tour) |

| Rencontres | Victoire | Nul | Défaite | BM | BE |
| ---------- | -------- | --- | ------- | -- | -- |
| 1          | 0        | 0   | 1       | 0  | 13 |

### Porto Rico
Confrontations entre Porto Rico et Anguilla en matchs officiels :
| # | Date             | Lieu       | Match                 | Score | Compétition                                             |
| - | ---------------- | ---------- | --------------------- | ----- | ------------------------------------------------------- |
| 1 | 2 octobre 2010   | Bayamón    | Porto Rico - Anguilla | 3-1   | Coupe caribéenne 2010 (1er tour)                        |
| 2 | 26 mars 2016     | The Valley | Anguilla - Porto Rico | 0-4   | Qualifications pour la Coupe caribéenne 2017 (1er tour) |
| 3 | 15 octobre 2019  | The Valley | Anguilla - Porto Rico | 2-3   | Ligue des nations 2019-2020 (Ligue C - Groupe C)        |
| 4 | 19 novembre 2019 | Bayamón    | Porto Rico - Anguilla | 3-0   | Ligue des nations 2019-2020 (Ligue C - Groupe C)        |
| 5 | 11 juin 2024     | Bayamón    | Porto Rico - Anguilla |       | Qualifications pour la Coupe du monde 2026 (2e tour)    |

| Rencontres | Victoire | Nul | Défaite | BM | BE |
| ---------- | -------- | --- | ------- | -- | -- |
| 4          | 0        | 0   | 4       | 3  | 13 |

## R

### République dominicaine
Confrontations entre la République dominicaine et Anguilla en matchs officiels :
| # | Date             | Lieu            | Match                             | Score | Compétition                                                       |
| - | ---------------- | --------------- | --------------------------------- | ----- | ----------------------------------------------------------------- |
| 1 | 19 mars 2004     | Saint-Domingue  | République dominicaine - Anguilla | 0-0   | Qualifications pour la Coupe du monde 2006 (1er tour - 1re phase) |
| 2 | 21 mars 2004     | Saint-Domingue  | Anguilla - République dominicaine | 0-6   | Qualifications pour la Coupe du monde 2006 (1er tour - 1re phase) |
| 3 | 8 juillet 2011   | San Cristóbal   | Anguilla - République dominicaine | 0-2   | Qualifications pour la Coupe du monde 2014 (1er tour)             |
| 4 | 10 juillet 2011  | San Cristóbal   | République dominicaine - Anguilla | 4-0   | Qualifications pour la Coupe du monde 2014 (1er tour)             |
| 5 | 7 septembre 2014 | Saint John's    | Anguilla - République dominicaine | 0-10  | Qualifications à la Coupe caribéenne 2014 (1er tour)              |
| 6 | 27 mars 2021     | Fort Lauderdale | République dominicaine - Anguilla | 6-0   | Qualifications pour la Coupe du monde 2022 (1er tour)             |

| Rencontres | Victoire | Nul | Défaite | BM | BE |
| ---------- | -------- | --- | ------- | -- | -- |
| 6          | 0        | 1   | 5       | 0  | 28 |

## S

### Saint-Christophe-et-Niévès
Confrontations entre Saint-Christophe-et-Niévès et Anguilla en matchs officiels :
| # | Date              | Lieu         | Match                                 | Score | Compétition                               |
| - | ----------------- | ------------ | ------------------------------------- | ----- | ----------------------------------------- |
| 1 | 27 mars 1996      | Basseterre   | Saint-Christophe-et-Niévès - Anguilla | 8-0   | Coupe caribéenne 1996 (Tour préliminaire) |
| 2 | 22 septembre 2006 | Saint John's | Anguilla - Saint-Christophe-et-Niévès | 1-6   | Coupe caribéenne 2007 (1er tour)          |
| 3 | 10 octobre 2012   | Basseterre   | Saint-Christophe-et-Niévès - Anguilla | 2-0   | Coupe caribéenne 2012 (1er tour)          |

| Rencontres | Victoire | Nul | Défaite | BM | BE |
| ---------- | -------- | --- | ------- | -- | -- |
| 3          | 0        | 0   | 3       | 1  | 16 |

### Saint-Martin
Confrontations entre Saint-Martin et Anguilla en matchs officiels, :
| #  | Date             | Lieu               | Match                   | Score | Compétition                                      |
| -- | ---------------- | ------------------ | ----------------------- | ----- | ------------------------------------------------ |
| 1  | 26 mars 1990     |                    | Saint-Martin - Anguilla | 4-0   | Coupe caribéenne 1990 (Tour préliminaire)        |
| 2  | 10 février 2001  | Marigot            | Saint-Martin - Anguilla | 3-1   | Coupe caribéenne 2001 (Tour préliminaire)        |
| 3  | 6 juin 2002      | Marigot            | Saint-Martin - Anguilla | 2-1   | Match amical                                     |
| 4  | 23 juin 2002     | Marigot            | Saint-Martin - Anguilla | 1-0   | Match amical                                     |
| 5  | 8 août 2010      | The Valley         | Anguilla - Saint-Martin | 1-3   | Match amical                                     |
| 6  | 6 octobre 2010   | Bayamón            | Anguilla - Saint-Martin | 2-1   | Coupe caribéenne 2010 (1er tour)                 |
| 7  | 26 août 2018     | The Valley         | Anguilla - Saint-Martin | 1-2   | Match amical                                     |
| 8  | 10 mars 2019     | The Valley         | Anguilla - Saint-Martin | 2-1   | Match amical                                     |
| 9  | 14 février 2022  | Quartier-d'Orléans | Anguilla - Saint-Martin | 2-1   | Match amical                                     |
| 10 | 4 mars 2023      | The Valley         | Anguilla - Saint-Martin | 2-2   | Match amical                                     |
| 11 | 7 septembre 2023 | The Valley         | Anguilla - Saint-Martin | 0-6   | Ligue des nations 2023-2024 (Ligue C - Groupe A) |
| 12 | 16 octobre 2023  | Basseterre         | Saint-Martin - Anguilla | 8-0   | Ligue des nations 2023-2024 (Ligue C - Groupe A) |

| Rencontres | Victoire | Nul | Défaite | BM | BE |
| ---------- | -------- | --- | ------- | -- | -- |
| 12         | 3        | 1   | 8       | 12 | 34 |

### Saint-Vincent-et-les-Grenadines
Confrontations entre Saint-Vincent-et-les-Grenadines et Anguilla en matchs officiels :
| # | Date              | Lieu           | Match                                      | Score | Compétition                                             |
| - | ----------------- | -------------- | ------------------------------------------ | ----- | ------------------------------------------------------- |
| 1 | 6 mars 1994       | Kingstown      | Saint-Vincent-et-les-Grenadines - Anguilla | 2-0   | Coupe caribéenne 1994 (Tour préliminaire)               |
| 2 | 17 septembre 2008 | Fort-de-France | Saint-Vincent-et-les-Grenadines - Anguilla | 3-1   | Coupe caribéenne 2008 (1er tour)                        |
| 3 | 5 septembre 2014  | Saint John's   | Anguilla - Saint-Vincent-et-les-Grenadines | 0-4   | Qualifications pour la Coupe caribéenne 2014 (1er tour) |
| 4 | 4 juin 2025       |                | Saint-Vincent-et-les-Grenadines - Anguilla |       | Qualifications pour la Coupe du monde 2026 (2e tour)    |

| Rencontres | Victoire | Nul | Défaite | BM | BE |
| ---------- | -------- | --- | ------- | -- | -- |
| 3          | 0        | 0   | 3       | 1  | 9  |

### Sainte-Lucie
Confrontations entre Sainte-Lucie et Anguilla en matchs officiels :
| # | Date         | Lieu       | Match                   | Score | Compétition                                      |
| - | ------------ | ---------- | ----------------------- | ----- | ------------------------------------------------ |
| 1 | 16 mai 1991  | Vieux Fort | Sainte-Lucie - Anguilla | 6-0   | Coupe caribéenne 1991 (Tour préliminaire)        |
| 2 | 12 juin 2022 | Gros Islet | Sainte-Lucie - Anguilla | 2-0   | Ligue des nations 2022-2023 (Ligue C - Groupe C) |
| 3 | 24 mars 2023 | The Valley | Anguilla - Sainte-Lucie | 1-2   | Ligue des nations 2022-2023 (Ligue C - Groupe C) |

| Rencontres | Victoire | Nul | Défaite | BM | BE |
| ---------- | -------- | --- | ------- | -- | -- |
| 3          | 0        | 0   | 3       | 1  | 10 |

### Salvador
Confrontations entre le Salvador et Anguilla en matchs officiels :
| # | Date           | Lieu         | Match               | Score | Compétition                                           |
| - | -------------- | ------------ | ------------------- | ----- | ----------------------------------------------------- |
| 1 | 6 février 2008 | San Salvador | Salvador - Anguilla | 12-0  | Qualifications pour la Coupe du monde 2010 (1er tour) |
| 2 | 26 mars 2008   | Washington   | Anguilla - Salvador | 0-4   | Qualifications pour la Coupe du monde 2010 (1er tour) |
| 3 | 7 juin 2025    |              | Anguilla - Salvador |       | Qualifications pour la Coupe du monde 2026 (2e tour)  |

| Rencontres | Victoire | Nul | Défaite | BM | BE |
| ---------- | -------- | --- | ------- | -- | -- |
| 2          | 0        | 0   | 2       | 0  | 16 |

### Sint Maarten
Confrontations entre Sint Maarten et Anguilla en matchs officiels :
| # | Date         | Lieu        | Match                   | Score | Compétition                               |
| - | ------------ | ----------- | ----------------------- | ----- | ----------------------------------------- |
| 1 | 6 avril 1993 | The Valley  | Anguilla - Sint Maarten | 0-1   | Coupe caribéenne 1993 (Tour préliminaire) |
| 2 | 29 mars 1996 | Basseterre  | Sint Maarten - Anguilla | 4-0   | Coupe caribéenne 1996 (Tour préliminaire) |
| 3 | 2 avril 1997 | Roseau      | Sint Maarten - Anguilla | 3-0   | Coupe caribéenne 1997 (Tour préliminaire) |
| 4 | 13 mars 2016 | Philipsburg | Sint Maarten - Anguilla | 2-0   | Match amical                              |
| 5 | 22 août 2018 | Philipsburg | Sint Maarten - Anguilla | 1-1   | Match amical                              |

| Rencontres | Victoire | Nul | Défaite | BM | BE |
| ---------- | -------- | --- | ------- | -- | -- |
| 5          | 0        | 1   | 4       | 1  | 11 |

### Suriname
Confrontations entre Suriname et Anguilla en matchs officiels :
| # | Date        | Lieu       | Match               | Score | Compétition                                          |
| - | ----------- | ---------- | ------------------- | ----- | ---------------------------------------------------- |
| 1 | 8 juin 2024 | The Valley | Anguilla - Suriname |       | Qualifications pour la Coupe du monde 2026 (2e tour) |

| Rencontres | Victoire | Nul | Défaite | BM | BE |
| ---------- | -------- | --- | ------- | -- | -- |
| 0          | 0        | 0   | 0       | 0  | 0  |

## T

### Trinité-et-Tobago
Confrontations entre Trinité-et-Tobago et Anguilla en matchs officiels :
| # | Date             | Lieu       | Match                        | Score | Compétition                      |
| - | ---------------- | ---------- | ---------------------------- | ----- | -------------------------------- |
| 1 | 14 octobre 2012  | Basseterre | Anguilla - Trinité-et-Tobago | 0-10  | Coupe caribéenne 2012 (1er tour) |
| 2 | 10 novembre 2019 | Couva      | Trinité-et-Tobago - Anguilla | 15-0  | Match amical                     |

| Rencontres | Victoire | Nul | Défaite | BM | BE |
| ---------- | -------- | --- | ------- | -- | -- |
| 2          | 0        | 0   | 2       | 0  | 25 |